# トリッシュ・ゴフ
トリッシュ・ゴフ（Trish Goff、1976年6月8日 - ）はアメリカ合衆国の女性ファッションモデル、俳優、宅地建物取引士である。

## 経歴と私生活
ゴフはフロリダ州北部で生まれ育った。15歳の時にスカウトされ、モデルの仕事に就くために学校を中退して、ニューヨーク市に移り住んだ。様々な国の『ヴォーグ』の表紙を飾り、ヴィクトリアズ・シークレットのファッションショーにも出演。更にバナナ・リパブリック、シャネル、クロエ、クリスチャン・ディオール、ギャップ、ポリーニ、アン・テイラー、ルイ・ヴィトン、ヴェルサーチ、イヴ・サンローランの広告に起用された。2005年に、スリラー映画『ノイズ』で俳優デビューを果たした。2年間のモデル業休止を経て、2009年2月にアレキサンダー・ワンのショーに出演した。
映画プロデューサーのハーヴェイ・ワインスタインによる性暴力事件騒動の真っただ中、ゴフは自身も彼の被害者の1人であると告白した。
私生活では写真家のアーロン・ワードと結婚し、20歳の時に長男ニマを出産。ロンドンやポルトガルで暮らした後に離婚。アメリカに戻った後、ニューヨーク大学で宅地建物取引士の資格を得て、現在、ダグラス・エリマンでブローカーとして働いている。現在、チェルシーで息子と2人で暮らしている。

## External links
- トリッシュ・ゴフ - Fashion Model Directory
- トリッシュ・ゴフ - IMDb（英語）